# Poul B. Skou
Poul B. Skou (født 18. juni 1957 i Aarhus) er en dansk erhvervsleder og forhenværende rådmand og viceborgmester i Aarhus Kommune, valgt for Konservative.
Skou har aldrig fuldført uddannelsen, men læste i slutningen af 1970'erne statskundskab ved Aarhus Universitet. Han har arbejdet som sælger i Norsk Data og senere i Siemens.
Den politiske karriere begyndte som formand for Konservativ Ungdom i Aarhus 1977-1978. I 1982 blev Skou indvalgt i Aarhus Byråd. Han var fra 1998 til 2006 rådmand; i første periode med ansvar for forsyningsvirksomhederne, skat, it og kollektiv trafik og fra 2002 i magistratsafdelingen for teknik og miljø. I 2006 trak han sig fra Aarhus Byråd til fordel for Marc Perera Christensen og blev erhvervsrådgiver hos Colliers Hans Vestergaard. Fra 1. juli 2010 er han direktør for Lystrup Fjernvarme.